# Walkringen
Walkringen ist eine politische Gemeinde im Verwaltungskreis Bern-Mittelland des Kantons Bern in der Schweiz.

## Geographie
Walkringen liegt auf 708 m ü. M., 13 km östlich der Kantonshauptstadt Bern (Luftlinie). Das Dorf erstreckt sich am nordöstlichen Rand des Walkringenmooses, am oberen Eingang in das Bigental, zwischen den Höhenrücken von Mänziwilegg im Westen und Adlisberg im Osten.
Die Fläche des 17,21 km² grossen Gemeindegebiets umfasst einen Abschnitt des Hügellandes zwischen dem Aaretal und dem Emmental. Der südliche Gemeindeteil wird vom Walkringenmoos eingenommen, einer ebenen Fläche von rund 1 km² Ausdehnung. Auf dieser Ebene befand sich noch im Mittelalter ein See, der jedoch allmählich verlandete, später entwässert wurde und heute kultiviert ist. Das Walkringenmoos wird vom Biglenbach durchflossen, einem linken Zufluss der Emme.
Der Hauptteil des Gemeindegebiets liegt im nördlich anschliessenden, stark reliefierten Hügelland. Die zentrale Achse bildet das von Süden nach Norden verlaufende Bigental mit einem meist rund 300 m breiten Talboden. Die Höhenzüge auf beiden Seiten dieses Tals weisen ein charakteristisches Relief auf: Sie sind durch zahlreiche kurze Tälchen und vorspringende Hügelrücken (so genannte Eggen) untergliedert. Die oft sehr steilen Hänge sind überwiegend waldbedeckt oder mit Weideland bestanden. Westlich des Bigentals verläuft die Grenze über die Waldhöhen von Lüseberg (925 m ü. M.), Mänziwilegg (934 m ü. M.) und Dachsflue (911 m ü. M.). Auch ein grosser Teil des Widimattgrabens zwischen Dachsflue und Wägesse (900 m ü. M.) gehört zu Walkringen. Östlich der Talsenke des Biglenbachs erstreckt sich der Gemeindeboden bis auf die Höhen von Adlisberg (909 m ü. M.), Nünhaupt (mit 970 m ü. M. der höchste Punkt von Walkringen), in den ausgedehnten Brandiswald (951 m ü. M.) und in den oberen Einzugsbereich des Talgrabens. Von der Gemeindefläche entfielen 1997 6 % auf Siedlungen, 37 % auf Wald und Gehölze und 56 % auf Landwirtschaft; etwas weniger als 1 % war unproduktives Land.

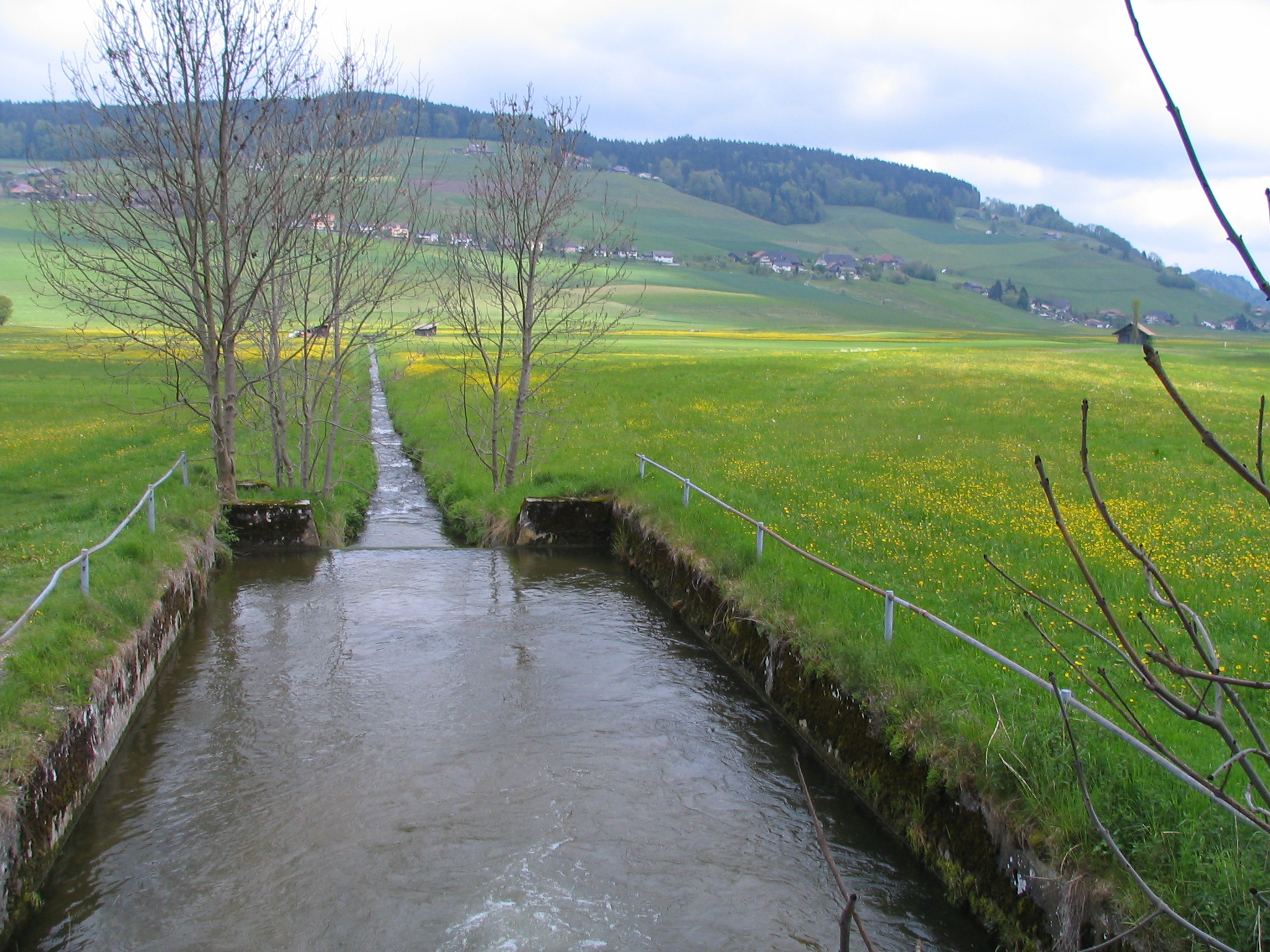
Biglenbach im Walkringenmoos

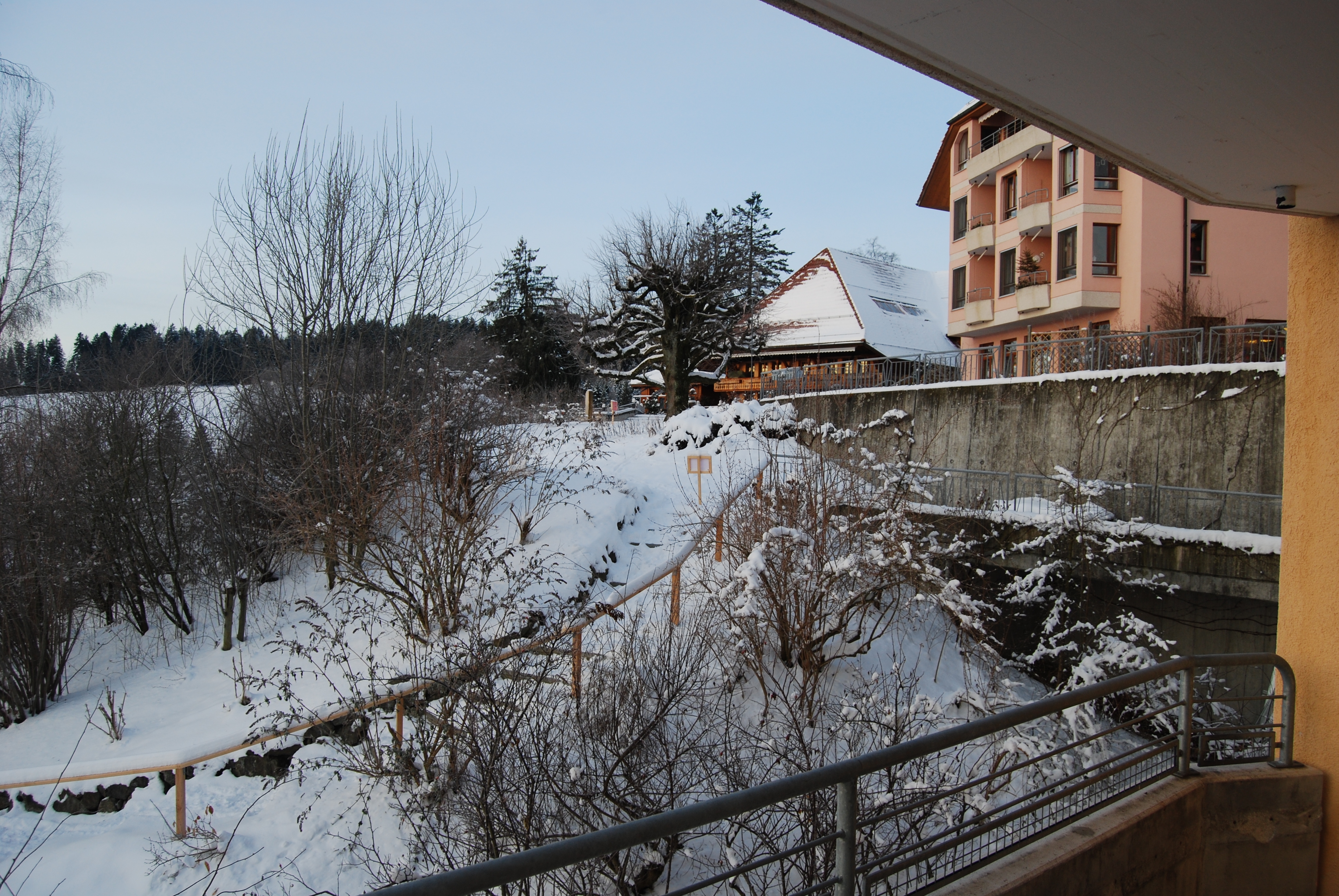
Rüttihubelbad

Zu Walkringen gehören neben zahlreichen Hofgruppen und Einzelhöfen, die weit verstreut auf den Höhen und in den Tälern liegen, auch folgende Dörfer und Weiler:
- Bigenthal (669 m ü. M.) im gleichnamigen Tal am Biglenbach
- Wikartswil (772 m ü. M.) an aussichtsreicher Lage am Südhang des Lüsebergs über dem Walkringenmoos
- Rüttihubelbad (735 m ü. M.) an aussichtsreicher Lage am Südhang des Lüsebergs über dem Walkringenmoos
- Niderwil (727 m ü. M.) am Südhang der Mänziwilegg über dem Walkringenmoos
- Metzgerhüsi (699 m ü. M.) am Südostrand des Walkringenmooses
- Schwändi (848 m ü. M.) auf der Höhe zwischen dem Bigental und dem Talgraben

Nachbargemeinden von Walkringen sind Hasle bei Burgdorf, Lützelflüh, Landiswil, Arni (BE), Biglen, Worb und Vechigen.

## Bevölkerung
Mit 1819 Einwohnern (Stand 31. Dezember 2023) gehört Walkringen zu den mittelgrossen Gemeinden des Kantons Bern. Von den Bewohnern sind 97,1 % deutschsprachig, 0,5 % sprechen Serbokroatisch und 0,5 % Albanisch (Stand 2000). Die Bevölkerungszahl von Walkringen belief sich 1850 auf 2055 Einwohner, 1900 auf 1932 Einwohner. Im Verlauf des 20. Jahrhunderts pendelte die Bevölkerungszahl zunächst im Bereich zwischen 1900 und 2050 Personen, nahm dann aber bis 1990 auf 1735 Einwohner ab. Seither wurde wieder eine Bevölkerungszunahme verzeichnet.

## Politik
Bei den Nationalratswahlen 2023 betrugen die Wähleranteile in Walkringen (in Klammern die Veränderung im Vergleich zu den Wahlen 2019 in Prozentpunkten): SVP 53,42 % (−0,75), SP 12,27 % (+2,06), Mitte 9,03 % (−0,69), glp 6,81 % (+0,32), Grüne 5,67 % (−2,70), FDP 3,65 % (+0,94), EVP 2,80 % (+0,15), EDU 2,11 % (+0,62), Weitere 4,24 % (+0,05).

## Wirtschaft
Walkringen war bis in die zweite Hälfte des 20. Jahrhunderts ein vorwiegend durch die Landwirtschaft geprägtes Dorf. Noch heute haben der Ackerbau, die Milchwirtschaft und die Viehzucht einen wichtigen Stellenwert in der Erwerbsstruktur der Bevölkerung. Zahlreiche weitere Arbeitsplätze sind im lokalen Kleingewerbe und im Dienstleistungssektor vorhanden. In Walkringen sind heute Betriebe des Baugewerbes, des Landmaschinenbaus, des Metallbaus vertreten, es gibt mechanische Werkstätten, Schreinereien, Sägereien und Autogaragen. Das Rüttihubelbad ist heute ein auf anthroposophischer Grundlage geführtes Sozial-, Kultur- und Tagungszentrum mit Alters- und Pflegeheim. In den letzten Jahrzehnten hat sich das Dorf zu einer Wohngemeinde entwickelt. Viele Erwerbstätige sind deshalb Wegpendler, die hauptsächlich in den grösseren Ortschaften der Umgebung und in der Agglomeration Bern arbeiten.

## Verkehr
Die Gemeinde ist verkehrstechnisch recht gut erschlossen. Sie liegt an einer Hauptstrasse, die von Burgdorf via Grosshöchstetten nach Thun führt. Am 21. Juli 1899 wurde die Eisenbahnlinie von Hasle-Rüegsau nach Thun mit Bahnhöfen in Walkringen und in Bigenthal eröffnet. Für die Feinverteilung im öffentlichen Verkehr sorgt ein Postautokurs, welcher die Strecke von Worb via Rüttihubelbad nach Walkringen bedient.

## Geschichte
Die erste urkundliche Erwähnung des Ortes erfolgte 1220 unter dem Namen Walchenringin. Später erschienen die Bezeichnungen Walkeringen (1234), Walchenrengen (1239), Walgeringen, Waltgeringen (1314), Walcringen (1384) und Walkringen (1389). Der Ortsname geht auf den althochdeutschen Personennamen Walheri oder Waldger zurück und bedeutet demnach bei den Leuten des Walheri/Waldger.
Seit dem 13. Jahrhundert gehörte Walkringen zur Herrschaft Worb, welche unter der Oberhoheit der Grafen von Kyburg stand. 1397 gelangte das Dorf als Geschenk an die Kartause Thorberg. Es befand sich ab 1406 unter der Oberhoheit der Stadt Bern. Nach der Säkularisation des Klosters (1528) wurde das Gebiet von einem auf Thorberg residierenden Landvogt verwaltet. Die Hohe Gerichtsbarkeit lag beim Landgericht Konolfingen.
Der nördliche Gemeindeteil mit Bigenthal erlebte eine andere Geschichte: Er gehörte zum Emmentaler Landgericht Ranflüh und ab dem frühen 16. Jahrhundert zum Schultheissenamt Burgdorf.
Nach dem Zusammenbruch des Ancien Régime (1798) wurden beide Teile vereinigt und gehörten während der Helvetik zum Distrikt Höchstetten und ab 1803 zum Oberamt Konolfingen, das mit der neuen Kantonsverfassung von 1831 den Status eines Amtsbezirks erhielt. Durch die Melioration des Walkringenmooses und die Anlage von Schleusen und Entwässerungsgräben wurde 1860 fruchtbares Kulturland gewonnen.

## Sehenswürdigkeiten
Die reformierte Pfarrkirche von Walkringen wurde in spätgotischen Stilformen erbaut. Im alten Ortskern sowie in den Weilern Wikartswil und Schwändi sind zahlreiche charakteristische Bauernhäuser aus dem 18. und 19. Jahrhundert erhalten.

## Persönlichkeiten
- Johann Heinrich Ringier (1668–1745), Theologe
- Friedrich Miescher-His (1811–1887), Professor der Anatomie und Physiologie
- Gottlieb Berger (1826–1903), Unternehmer und Politiker
- Karl Tellenbach (1877–1931), Coiffeurmeister
- Albert Minder (1879–1965), Dichter-Maler
- Nicola Sutter (* 1995), Fussballspieler